# Liste der Staatsoberhäupter 1964
Übersicht
◄◄ | ◄ | 1960 | 1961 | 1962 | 1963 | Liste der Staatsoberhäupter 1964 | 1965 | 1966 | 1967 | 1968 | ► | ►►

Weitere Ereignisse

## Afrika
- Ägypten
  - Staatsoberhaupt: Präsident Gamal Abdel Nasser (1954, 1954–1970) (bis 1956 Vorsitzender des revolutionären Kommandorats) (1954, 1954–1958 Regierungschef)
  - Regierungschef: Ministerpräsident Ali Sabri (1962–1965)

- Algerien
  - Staat- und Regierungschef: Präsident Ahmed Ben Bella (1963–1965) (1962–1963 Regierungschef)

- Äthiopien
  - Staatsoberhaupt: Kaiser Haile Selassie (1930–1974) (1936–1941 im Exil)
  - Regierungschef: Ministerpräsident Aklilu Habte-Wold (1961–1974)

- Burundi
  - Staatsoberhaupt: König Mwambutsa IV. Bangiriceng (1962–1966)
  - Regierungschef:
    - Ministerpräsident Pierre Ngendandumwe (1963–6. April 1964, 1965)
    - Ministerpräsident Albin Nyamoya (6. April 1964–1965, 1972–1973)

- Dahomey (ab 1975 Benin)
  - Staatsoberhaupt:
    - Vorsitzender der Provisorischen Regierung Christophe Soglo (1963–25. Januar 1964, 1965–1967)
    - Präsident Sourou-Migan Apithy (25. Januar 1964–27. November 1965)

  - Regierungschef: Ministerpräsident Justin Ahomadégbé (25. Januar 1964–1965) (1965 Präsident)

- Elfenbeinküste
  - Staats- und Regierungschef: Präsident Félix Houphouët-Boigny (1960–1993)

- Gabun
  - Staats- und Regierungschef:
    - Präsident Léon M’ba (1960–17. Februar 1964, 1964–1967) (1960–1961 Ministerpräsident)
    - Revolutionskomitee Daniel Mbene, Jean-Valère Essone, Jacques Mombo, Daniel Ndo Edou (17. Februar 1964–18. Februar 1964)
    - Vorsitzender der provisorischen Regierung Jean-Hilaire Aubame (18. Februar 1964–19. Februar 1964)
    - Präsident Léon M’ba (1960–1964, 19. Februar 1964–1967) (1960–1961 Ministerpräsident)

- Ghana
  - Staats- und Regierungschef: Präsident Kwame Nkrumah (1960–1966) (1957–1960 Ministerpräsident)

- Guinea
  - Staats- und Regierungschef: Präsident Ahmed Sékou Touré (1958–1984)

- Kamerun
  - Staats- und Regierungschef: Präsident Ahmadou Ahidjo (1960–1982)

- Kenia (seit 12. Dezember 1964 Republik)
  - Staatsoberhaupt:
    - Königin Elisabeth II. (1963–12. Dezember 1964)
      - Generalgouverneur Malcolm MacDonald (1963–12. Dezember 1964)

    - Präsident Jomo Kenyatta (12. Dezember 1964–1978) (1963–1964 Ministerpräsident)

  - Regierungschef: Ministerpräsident Jomo Kenyatta (1963–12. Dezember 1964) (1964–1978 Präsident)

- Kongo-Brazzaville (1970–1992 Volksrepublik Kongo; ab 1992 Republik Kongo)
  - Staats- und Regierungschef: Präsident Alphonse Massemba-Débat (1963–1968) (1963 Ministerpräsident)
  - Regierungschef: Ministerpräsident Pascal Lissouba (1963–1966)

- Demokratische Republik Kongo (bis 1964 Kongo-Léopoldville, 1971–1997 Zaire)
  - Staatsoberhaupt: Präsident Joseph Kasavubu (1960–1965)
  - Regierungschef:
    - Ministerpräsident Cyrille Adoula (1961–10. Juli 1964)
    - Ministerpräsident Moïse Tschombé (10. Juli 1964–1965)

- Liberia
  - Staats- und Regierungschef: Präsident William S. Tubman (1944–1971)

- Libyen
  - Staatsoberhaupt: König Idris (1951–1969)
  - Regierungschef:
    - Ministerpräsident Muhi ad-Din Fikini (1963–22. Januar 1964)
    - Ministerpräsident Mahmud al-Muntasir (1951–1954, 22. Januar 1964–1965)

- Madagaskar
  - Staats- und Regierungschef: Präsident Philibert Tsiranana (1960–1972)

- Malawi (seit 6. Juli 1964 unabhängig)
  - Staatsoberhaupt: Königin Elisabeth II. (6. Juli 1964–1966)
    - Generalgouverneur Glyn Smallwood Jones (6. Juli 1964–1966)

  - Regierungschef: Ministerpräsident Hastings Kamuzu Banda (6. Juli 1964–1966) (1966–1994 Präsident)

- Mali
  - Staats- und Regierungschef: Präsident Modibo Keïta (1960–1968)

- Marokko
  - Staatsoberhaupt: König Hassan II. (1961–1999)
  - Regierungschef: Ministerpräsident Ahmed Bahnini (1963–1965)

- Mauretanien
  - Staats- und Regierungschef: Präsident Moktar Ould Daddah (1960–1978)

- Niger
  - Staats- und Regierungschef: Präsident Hamani Diori (1960–1974)

- Nigeria
  - Staatsoberhaupt: Präsident Nnamdi Azikiwe (1963–1966) (1960–1963 Generalgouverneur)
  - Regierungschef: Premierminister Abubakar Tafawa Balewa (1960–1966)

- Obervolta (ab 1984 Burkina Faso)
  - Staats- und Regierungschef: Präsident Maurice Yaméogo (1960–1966)

- Ruanda
  - Staats- und Regierungschef: Präsident Grégoire Kayibanda (1962–1973)

- Sambia (seit 24. Oktober 1964 unabhängig)
  - Staats- und Regierungschef: Präsident Kenneth Kaunda (24. Oktober 1964–1991)

- Sansibar (am 26. April 1964 mit Tanganjika vereinigt)
  - Staatsoberhaupt:
    - Sultan Jamshid ibn Abd Allah (1963–12. Januar 1964)
    - Präsident Abeid Amani Karume (12. Januar 1964–26. April 1964)

  - Regierungschef:
    - Ministerpräsident Muhammad Schamte Hamadi (1963–12. Januar 1964)
    - Ministerpräsident Abdullah Kassim Hanga (12. Januar 1964–26. April 1964)

- Senegal
  - Staats- und Regierungschef: Präsident Léopold Sédar Senghor (1960–1980)

- Sierra Leone
  - Staatsoberhaupt: Königin Elisabeth II. (1961–1971)
    - Generalgouverneur: Henry Josiah Lightfoot Boston (1962–1968)

  - Regierungschef:
    - Ministerpräsident Milton Margai (1961–28. April 1964)
    - Ministerpräsident Albert Margai (29. April 1964–1967)

- Somalia
  - Staatsoberhaupt: Präsident Aden Abdullah Osman Daar (1960–1967) (1967–1969 Präsident)
  - Regierungschef:
    - Ministerpräsident Abdirashid Ali Shermarke (1960–14. Juni 1964)
    - Ministerpräsident Abdirizak Haji Hussein (14. Juni 1964–1967) (bis 27. September 1964 kommissarisch)

- Südafrika
  - Staatsoberhaupt: Präsident Charles Robberts Swart (1961–1967) (1960–1961 Generalgouverneur)
  - Regierungschef: Ministerpräsident Hendrik Frensch Verwoerd (1958–1966)

- Sudan
  - Staatsoberhaupt:
    - Präsident Ibrahim Abbud (1958–15. November 1964)
    - Ministerpräsident Sirr al-Chatim al-Chalifa (15. November 1964–3. Dezember 1964) (kommissarisch)
    - Souveränitätskomitee: Abdel Halim Muhammad, Tijani al-Mahi, Mubarak Shaddad, Ibrahim Yusuf Sulayman, Luigi Adwok (3. Dezember 1964–1965)

  - Regierungschef:
    - Ministerpräsident Ibrahim Abbud (1958–31. Oktober 1964)
    - Ministerpräsident Sirr al-Chatim al-Chalifa (31. Oktober 1964–1965)

- Tanganjika (26. April 1964 mit Sansibar vereinigt, ab 29. Oktober 1964 Tansania)
  - Staats- und Regierungschef: Präsident Julius Nyerere (1962–1985) (1961–1962 Ministerpräsident)

- Togo
  - Staats- und Regierungschef: Präsident Nicolas Grunitzky (1963–1967)

- Tschad
  - Staats- und Regierungschef: Präsident François Tombalbaye (1960–1975)

- Tunesien
  - Staats- und Regierungschef: Präsident Habib Bourguiba (1957–1987) (1956–1957 Ministerpräsident)

- Uganda
  - Staatsoberhaupt: Präsident Edward Mutesa (1963–1966)
  - Regierungschef: Ministerpräsident Milton Obote (1962–1966)

- Zentralafrikanische Republik
  - Staats- und Regierungschef: Präsident David Dacko (1960–1966, 1979–1981)

## Amerika

### Nordamerika
- Kanada
  - Staatsoberhaupt: Königin Elisabeth II. (1952–2022)
    - Generalgouverneur: Georges Vanier (1959–1967)

  - Regierungschef: Premierminister Lester Pearson (1963–1968)

- Mexiko
  - Staats- und Regierungschef:
    - Präsident Adolfo López Mateos (1958–30. November 1964)
    - Präsident Gustavo Díaz Ordaz (1. Dezember 1964–1970)

- Vereinigte Staaten von Amerika
  - Staats- und Regierungschef: Präsident Lyndon B. Johnson (1963–1969)

### Mittelamerika
- Costa Rica
  - Staats- und Regierungschef: Präsident Francisco José Orlich Bolmarcich (1962–1966)

- Dominikanische Republik
  - Staats- und Regierungschef: Triumvirat:
    - Ramón Tapia Espinal (1963–8. April 1964)
    - Manuel Enrique Tavares Espaillat (1963–27. Juni 1964)
    - Donald Reid Cabral (1963–1965)
    - Ramón Cáceres Troncoso (18. April 1964–1965)

- El Salvador
  - Staats- und Regierungschef: Präsident Julio Adalberto Rivera Carballo (1962–1967)

- Guatemala
  - Staats- und Regierungschef: Präsident Alfredo Enrique Peralta Azurdia (1963–1966)

- Haiti
  - Staats- und Regierungschef: Präsident François Duvalier (1957–1971)

- Honduras
  - Staats- und Regierungschef: Präsident Oswaldo López Arellano (1963–1971, 1972–1975) (1956–1957 Mitglied des militärischen Regierungsrats)

- Jamaika
  - Staatsoberhaupt: Königin Elisabeth II. (1962–2022)
    - Generalgouverneur: Clifford Campbell (1962–1973)

  - Regierungschef: Premierminister Alexander Bustamante (1962–1967)

- Kuba
  - Staatsoberhaupt: Präsident Osvaldo Dorticós Torrado (1959–1976)
  - Regierungschef: Ministerpräsident Fidel Castro (1959–2008) (1976–2008 Präsident des Staatsrats und Präsident des Ministerrats)

- Nicaragua
  - Staats- und Regierungschef: Präsident René Schick Gutiérrez (1963–1966)

- Panama
  - Staats- und Regierungschef:
    - Präsident Roberto Francisco Chiari Remón (1949, 1960–1. Oktober 1964)
    - Präsident Marco Aurelio Robles Méndez (1. Oktober 1964–1968)

- Trinidad und Tobago
  - Staatsoberhaupt: Königin Elisabeth II. (1962–1976)
    - Generalgouverneur: Solomon Hochoy (1962–1972)

  - Regierungschef: Ministerpräsident Eric Eustace Williams (1962–1981)

### Südamerika
- Argentinien
  - Staats- und Regierungschef: Präsident Arturo Umberto Illia (1963–1966)

- Bolivien
  - Staats- und Regierungschef:
    - Präsident Víctor Paz Estenssoro (1952–1956, 1960–4. November 1964, 1985–1998)
    - Vorsitzender der Militärjunta Alfredo Ovando Candía (4. November 1964–5. November 1964, 1965–1966, 1969–1970)
    - Vorsitzender der Militärjunta René Barrientos Ortuño (5. November 1964–1966, 1966–1967)

- Brasilien
  - Staats- und Regierungschef:
    - Präsident João Goulart (1961–2. April 1964)
    - Präsident des Abgeordnetenhauses Pascoal Ranieri Mazzilli (1961, 2. April 1964–15. April 1964)
    - Präsident Humberto Castelo Branco (15. April 1964–1967)

- Chile
  - Staats- und Regierungschef:
    - Präsident Jorge Alessandri (1958–3. November 1964)
    - Präsident Eduardo Frei Montalva (3. November 1964–1970)

- Ecuador
  - Staats- und Regierungschef: Vorsitzender der Militärjunta Ramón Castro Jijón (1963–1966)

- Kolumbien
  - Staats- und Regierungschef: Präsident Guillermo León Valencia (1962–1966)

- Paraguay
  - Staats- und Regierungschef: Präsident Alfredo Stroessner (1954–1989)

- Peru
  - Staatsoberhaupt: Präsident Fernando Belaúnde Terry (1963–1968, 1980–1985)
  - Regierungschef: Ministerpräsident Fernando Schwalb López Aldana (1963–1965, 1983–1984)

- Uruguay
  - Staats- und Regierungschef:
    - Vorsitzender des Nationalrats Daniel Fernández Crespo (1963–1. März 1964)
    - Vorsitzender des Nationalrats Luis Giannattasio (1. März 1964–1965)

- Venezuela
  - Staats- und Regierungschef:
    - Präsident Rómulo Betancourt (1945–1948, 1959–11. März 1964)
    - Präsident Raúl Leoni (11. März 1964–1969)

## Asien

### Ost-, Süd- und Südostasien
- Bhutan
  - Staatsoberhaupt: König Jigme Dorje Wangchuck (1952–1972)
  - Regierungschef:
    - Ministerpräsident Jigme Palden Dorji (1952–5. April 1964)
    - Ministerpräsident Lhendup Dorji (25. Juli 1964–27. November 1964) (kommissarisch) (Amt abgeschafft)

- Burma (ab 1989 Myanmar)
  - Staatsoberhaupt: Vorsitzender des Revolutionsrats Ne Win (1962–1981) (ab 1974 Präsident) (1958–1960, 1962–1974 Ministerpräsident)
  - Regierungschef: Ministerpräsident Ne Win (1958–1960, 1962–1974) (1962–1974 Vorsitzender des Revolutionsrats; 1974–1981 Präsident)

- Ceylon (ab 1972 Sri Lanka)
  - Staatsoberhaupt: Königin Elisabeth II. (1952–1972)
    - Generalgouverneur: William Gopallawa (1962–1972) (1972–1978 Präsident)

  - Regierungschef: Premierministerin Sirimavo Bandaranaike (1960–1965, 1970–1977, 1994–2000)

- Republik China (Taiwan)
  - Staatsoberhaupt: Präsident Chiang Kai-shek (1950–1975) (1928–1931, 1943–1948 Vorsitzender der Nationalregierung Chinas, 1948–1949 Präsident von Nationalchina; 1930–1931, 1935–1938, 1939–1945, 1947 Ministerpräsident von Nationalchina)
  - Regierungschef: Ministerpräsident Yen Chia-kan (1963–1972) (1975–1978 Präsident)

- Volksrepublik China
  - Parteichef: Vorsitzender der Kommunistischen Partei Chinas Mao Zedong (1943–1976) (1949–1954 Vorsitzender der zentralen Volksregierung; 1954–1959 Präsident)
  - Staatsoberhaupt: Präsident Liu Shaoqi (1959–1968)
  - Regierungschef: Ministerpräsident Zhou Enlai (1949–1976)

- Indien
  - Staatsoberhaupt: Präsident Sarvepalli Radhakrishnan (1962–1967)
  - Regierungschef:
    - Premierminister Jawaharlal Nehru (1947–27. Mai 1964)
    - Premierminister Gulzarilal Nanda (27. Mai 1964–9. Juni 1964, 1966) (kommissarisch)
    - Premierminister Lal Bahadur Shastri (9. Juni 1964–1966)

- Indonesien
  - Staats- und Regierungschef: Präsident Sukarno (1945–1967)

- Japan
  - Staatsoberhaupt: Kaiser Hirohito (1926–1989)
  - Regierungschef:
    - Premierminister Hayato Ikeda (1960–9. Juli 1964)
    - Premierminister Eisaku Sato (9. Juli 1964–1972)

- Kambodscha
  - Staatsoberhaupt: Präsident Norodom Sihanouk (1960–1970, 1991–1993) (1941–1955, 1993–2004 König) (1945, 1950, 1952–1953, 1954, 1955–1956, 1956, 1956, 1957, 1958–1960, 1961–1962 Ministerpräsident)
  - Regierungschef: Ministerpräsident Norodom Kantol (1962–1966)

- Nordkorea
  - De-facto-Herrscher: Kim Il-sung (1948–1994)
  - Staatsoberhaupt: Vorsitzender des Präsidiums der Obersten Volksversammlung Choe Yong-gon (1957–1972)
  - Regierungschef: Ministerpräsident Kim Il-sung (1948–1972)

- Südkorea
  - Staatsoberhaupt: Präsident Park Chung-hee (1962–1979)
  - Regierungschef:
    - Ministerpräsident Choi Doo-sun (1963–11. Mai 1964)
    - Ministerpräsident Chung Il-kwon (11. Mai 1964–1970)

- Laos
  - Staatsoberhaupt: König Savang Vatthana (1959–1975)
  - Regierungschef: Ministerpräsident Souvanna Phouma (1951–1954, 1956–1958, 1960, 1962–1975)

- Malaysia
  - Staatsoberhaupt: Oberster Herrscher Syed Putra (1960–1965)
  - Regierungschef: Ministerpräsident Abdul Rahman (1957–1959, 1959–1970)

- Nepal
  - Staatsoberhaupt: König Mahendra (1955–1972)
  - Regierungschef:
    - Ministerpräsident Surya Bahadur Thapa (1963–26. Februar 1964, 1965–1969, 1979–1983, 1997–1998, 2003–2004)
    - Ministerpräsident Tulsi Giri (1960–1963, 26. Februar 1964–1965, 1975–1977)

- Pakistan
  - Staats- und Regierungschef: Präsident Muhammed Ayub Khan (1958–1969) (1958 Ministerpräsident)

- Philippinen
  - Staats- und Regierungschef: Präsident Diosdado Macapagal (1961–1965)

- Sikkim (unter indischer Suzeränität)
  - Staatsoberhaupt: König Palden Thondup Namgyal (1963–1975)
  - Regierungschef: Ministerpräsident R.N. Haldipur (1963–1969)

- Singapur (1963–1965 Teil von Malaysia)
  - Staatsoberhaupt: Präsident Yusof bin Ishak (1959–1970)
  - Regierungschef: Premierminister Lee Kuan Yew (1959–1990)

- Thailand
  - Staatsoberhaupt: König Rama IX. Bhumibol Adulyadej (1946–2016)
  - Regierungschef: Ministerpräsident Thanom Kittikachorn (1958, 1963–1973)

- Nordvietnam
  - Staatsoberhaupt: Präsident Hồ Chí Minh (1945–1969) (1945–1955 Ministerpräsident)
  - Regierungschef: Ministerpräsident Phạm Văn Đồng (1955–1976) (1976–1987 Vorsitzender des Ministerrats von Vietnam)

- Südvietnam
  - Staatsoberhaupt:
    - Präsident Dương Văn Minh (1963–30. Januar 1964, 1964, 1964, 1975)
    - Präsident Nguyễn Khánh (30. Januar 1964–8. Februar 1964, 1964) (1964 Ministerpräsident)
    - Präsident Dương Văn Minh (1963–1964, 8. Februar 1964–16. August 1964, 1964, 1975)
    - Präsident Nguyễn Khánh (1964, 16. August 1964–27. August 1964) (1964 Ministerpräsident)
    - Provisorisches Führungskomitee: Dương Văn Minh, Nguyễn Khánh, Tran Thien Khiem (27. August 1964–8. September 1964)
    - Vorsitzender des Provisorischen Führungskomitees Dương Văn Minh (1963–1964, 1964, 8. September 1964–26. Oktober 1964)
    - Präsident Phan Khắc Sửu (26. Oktober 1964–1965)

  - Regierungschef:
    - Ministerpräsident Nguyễn Ngọc Thơ (1963–30. Januar 1964)
    - Ministerpräsident Nguyễn Khánh (8. Februar 1964–29. August 1964, 1964) (1964 Präsident)
    - Ministerpräsident Nguyen Xuan Oanh (29. August 1964–3. September 1964, 1965) (kommissarisch)
    - Ministerpräsident Nguyễn Khánh (1964, 3. September 1964–4. November 1964) (1964 Präsident)
    - Ministerpräsident Trần Văn Hương (4. November 1964–1965, 1968–1969)

### Vorderasien
- Irak
  - Staatsoberhaupt: Präsident Abd as-Salam Arif (1963–1966)
  - Regierungschef: Ministerpräsident Tahir Yahya (1963–1965, 1967–1968)

- Iran
  - Staatsoberhaupt: Schah Mohammad Reza Pahlavi (1941–1979)
  - Regierungschef:
    - Ministerpräsident Asadollah Alam (1962–7. März 1964)
    - Ministerpräsident Hassan Ali Mansour (7. März 1964–1965)

- Israel
  - Staatsoberhaupt: Präsident Salman Schasar (1963–1973)
  - Regierungschef: Ministerpräsident Levi Eschkol (1963–1969)

- Jemen
  - Staatsoberhaupt: Präsident Abdullah as-Sallal (1962–1967) (1962–1963, 1965, 1966–1967 Ministerpräsident)
  - Regierungschef:
    - Ministerpräsident Abdul Rahman al-Iriani (1963–10. Februar 1964) (1967–1974 Staatsoberhaupt)
    - Ministerpräsident Hassan al-Amri (10. Februar 1964 – 29. April 1964, 1965, 1965–1966, 1967–1969, 1971)
    - Ministerpräsident Mahmoud al-Gayifi (29. April 1964–1965)

- Jordanien
  - Staatsoberhaupt: König Hussein (1952–1999)
  - Regierungschef:
    - Ministerpräsident Hussein ibn Nasser (1963–6. Juli 1964, 1967)
    - Ministerpräsident Bahdschat at-Talhuni (1960–1962, 6. Juli 1964–1965, 1967–1969, 1969–1970)

- Kuwait
  - Staatsoberhaupt: Emir Abdullah III. (1961–1965)
  - Regierungschef: Ministerpräsident Sabah as-Salim as-Sabah (1963–1965) (1965–1977 Emir)

- Libanon
  - Staatsoberhaupt:
    - Präsident Fuad Schihab (1952, 1958–22. September 1964) (1952 Ministerpräsident)
    - Präsident Charles Helou (23. September 1964–1970)

  - Regierungschef:
    - Ministerpräsident Rashid Karami (1955–1956, 1958–1960, 1961–20. Februar 1964, 1965–1966, 1966–1968, 1969–1970, 1975–1976, 1984–1987)
    - Ministerpräsident Hussein al-Oweini (1951, 20. Februar 1964–1965)

- Oman (1891–1971 britisches Protektorat)
  - Staats- und Regierungschef: Sultan Said ibn Taimur (1932–1970)

- Saudi-Arabien
  - Staats- und Regierungschef:
    - König Saud ibn Abd al-Aziz (1953–2. November 1964)
    - König Faisal ibn Abd al-Aziz (2. November 1964–1975) (seit 30. März 1964 Regent)

- Syrien
  - Staatsoberhaupt: Vorsitzender des Präsidialrats Amin al-Hafiz (1963–1966) (bis 1964 Vorsitzender des nationalen revolutionären Kommandorats) (1963–1964, 1964–1965 Ministerpräsident)
  - Regierungschef:
    - Ministerpräsident Amin al-Hafiz (1963–13. Mai 1964, 1964–1965) (1963–1966 Staatsoberhaupt)
    - Ministerpräsident Salah ad-Din Bitar (1963, 13. Mai 1964–3. Oktober 1964, 1966)
    - Ministerpräsident Amin al-Hafiz (1963–1964, 4. Oktober 1964–1965) (1963–1966 Staatsoberhaupt)

- Türkei
  - Staatsoberhaupt: Präsident Cemal Gürsel (1960–1966) (1960–1961 Ministerpräsident)
  - Regierungschef: Ministerpräsident İsmet İnönü (1923–1924, 1925–1937, 1961–1965) (1938–1950 Präsident)

### Zentralasien
- Afghanistan
  - Staatsoberhaupt: König Mohammed Sahir Schah (1933–1973)
  - Regierungschef: Mohammad Yusuf (1963–1965)

- Mongolei
  - Staatsoberhaupt: Vorsitzender des Großen Volks-Churals Dschamsrangiin Sambuu (1954–1972)
  - Regierungschef: Vorsitzender des Ministerrates Jumdschaagiin Tsedenbal (1952–1974) (1974–1984 Vorsitzender des Großen Volks-Churals)

## Australien und Ozeanien
- Australien
  - Staatsoberhaupt: Königin Elisabeth II. (1952–2022)
    - Generalgouverneur: William Sidney, 1. Viscount De L’Isle (1961–1965)

  - Regierungschef: Premierminister Robert Menzies (1939–1941, 1949–1966)

- Neuseeland
  - Staatsoberhaupt: Königin Elisabeth II. (1952–2022)
    - Generalgouverneur: Bernard Fergusson (1962–1967)

  - Regierungschef: Premierminister Keith Holyoake (1957, 1960–1972) (1977–1980 Generalgouverneur)

- Westsamoa (heute Samoa)
  - Staatsoberhaupt: O le Ao o le Malo Tanumafili II. (1962–2007)
  - Regierungschef: Premierminister Mata'afa Mulinu'u II. (1962–1970, 1973–1975)

## Europa
- Albanien
  - Parteichef: 1. Sekretär der albanischen Arbeiterpartei Enver Hoxha (1948–1985) (1946–1954 Ministerpräsident)
  - Staatsoberhaupt: Vorsitzender des Präsidiums der Volksversammlung Haxhi Lleshi (1953–1982)
  - Regierungschef: Ministerpräsident Mehmet Shehu (1954–1981)

- Andorra
  - Co-Fürsten:
    - Staatspräsident von Frankreich: Charles de Gaulle (1959–1969)
    - Bischof von Urgell: Ramon Iglésias Navarri (1943–1969)

- Belgien
  - Staatsoberhaupt: König Baudouin I. (1951–1993)
  - Regierungschef: Ministerpräsident Théo Lefèvre (1961–1965)

- Bulgarien
  - Parteichef: Generalsekretär der Bulgarischen Kommunistischen Partei Todor Schiwkow (1954–1989) (1971–1989 Staatsratsvorsitzender) (1962–1971 Ministerpräsident)
  - Staatsoberhaupt:
    - Vorsitzender des Präsidiums der Nationalversammlung Dimitar Ganew (1958–20. April 1964)
    - Vorsitzender des Präsidiums der Nationalversammlung Georgi Kulischew Gugow und Nikolaj Georgiew Iwanow (1958, 20. April 1964–23. April 1964) (kommissarisch)
    - Vorsitzender des Präsidiums der Nationalversammlung Georgi Traikow (23. April 1964–1971)

  - Regierungschef: Vorsitzender des Ministerrats Todor Schiwkow (1962–1971) (1954–1989 Parteichef) (1971–1989 Staatsratsvorsitzender)

- Dänemark
  - Staatsoberhaupt: König Friedrich IX. (1947–1972)
  - Regierungschef: Ministerpräsident Jens Otto Krag (1962–1968, 1971–1972)
  - Färöer (politisch selbstverwalteter und autonomer Bestandteil des Königreichs Dänemark)
    - Vertreter der dänischen Regierung: Reichsombudsmann Mogens Wahl (1961–1972)
    - Regierungschef: Ministerpräsident Hákun Djurhuus (1963–1967)

- Bundesrepublik Deutschland
  - Staatsoberhaupt: Bundespräsident Heinrich Lübke (1959–1969)
  - Regierungschef: Bundeskanzler Ludwig Erhard (1963–1966)

- Deutsche Demokratische Republik
  - Parteichef: Generalsekretär des ZK der SED Walter Ulbricht (1950–1971) (1960–1973 Staatsratsvorsitzender)
  - Staatsoberhaupt: Vorsitzender des Staatsrats Walter Ulbricht (1960–1973) (1950–1971 Parteichef)
  - Regierungschef:
    - Ministerpräsident Otto Grotewohl (1949–21. September 1964) (1946–1950 Parteichef)
    - Vorsitzender des Ministerrates Willi Stoph (21. September 1964–1973, 1976–1989) (bis 24. September kommissarisch) (1973–1976 Staatsratsvorsitzender)

- Finnland
  - Staatsoberhaupt: Präsident Urho Kekkonen (1956–1982) (1950–1953, 1954–1956 Ministerpräsident)
  - Regierungschef:
    - Ministerpräsident Reino Ragnar Lehto (1963–12. September 1964)
    - Ministerpräsident Johannes Virolainen (12. September 1964–1966)

- Frankreich
  - Staatsoberhaupt: Präsident Charles de Gaulle (1959–1969) (1944–1946 Leiter der provisorischen Regierung), (1958–1959 Präsident des Ministerrats)
  - Regierungschef: Premierminister Georges Pompidou (1962–1968) (1969–1974 Präsident)

- Griechenland
  - Staatsoberhaupt:
    - König Paul (1947–6. März 1964)
    - König Konstantin II. (6. März 1964–1973/74) (ab 1967 im Exil)

  - Regierungschef:
    - Ministerpräsident Ioannis Paraskevopoulos (1963–19. Februar 1964, 1966–1967)
    - Ministerpräsident Georgios Papandreou (1944–1945, 1963, 19. Februar 1964–1965)

- Irland
  - Staatsoberhaupt: Präsident Éamon de Valera (1959–1973) (1932–1948, 1951–1954, 1957–1959 Ministerpräsident)
  - Regierungschef: Taoiseach Seán Lemass (1959–1966)

- Island
  - Staatsoberhaupt: Präsident Ásgeir Ásgeirsson (1952–1968) (1932–1934 Ministerpräsident)
  - Regierungschef: Ministerpräsident Bjarni Benediktsson (1963–1970)

- Italien
  - Staatsoberhaupt:
    - Präsident Antonio Segni (1962–6. Dezember 1964) (1955–1957, 1959–1960 Ministerpräsident)
    - Senatspräsident Cesare Merzagora (6. Dezember 1964–29. Dezember 1964) (kommissarisch)
    - Präsident Giuseppe Saragat (29. Dezember 1964–1971)

  - Regierungschef: Ministerpräsident Aldo Moro (1963–1968, 1974–1976)

- Jugoslawien
  - Staatsoberhaupt: Präsident Josip Broz Tito (1953–1980) (1945–1963 Ministerpräsident)
  - Regierungschef: Ministerpräsident Petar Stambolić (1963–1967) (1982–1983 Präsident)

- Kanalinseln[1]
  - Guernsey
    - Staats- und Regierungschef: Herzogin Elisabeth II. (1952–2022)
      - Vizegouverneur:
        - Geoffrey Robson (1958–1964)
        - Charles Coleman (1964–1969)

  - Jersey
    - Staats- und Regierungschef: Herzogin Elisabeth II. (1952–2022)
      - Vizegouverneur: Michael Villiers (1964–1969)

- Liechtenstein
  - Staatsoberhaupt: Fürst Franz Josef II. (1938–1989)
  - Regierungschef: Gerard Batliner (1962–1970)

- Luxemburg
  - Staatsoberhaupt:
    - Großherzogin Charlotte (1919–12. November 1964) (1940–1945 im britischen Exil)
    - Großherzog Jean (12. November 1964–2000)

  - Regierungschef: Ministerpräsident Pierre Werner (1959–1974, 1979–1984)

- Isle of Man[1]
  - Staatsoberhaupt: Lord of Man Elisabeth II. (1952–2022)
    - Vizegouverneur: Ronald Herbert Garvey (1959–1966)

  - Regierungschef: Vorsitzender des Exekutivrats Charles Kerruish (1961–1967)

- Malta (seit 21. September 1964 unabhängig)
  - Staatsoberhaupt: Königin Elisabeth II. (21. September 1964–1974)
    - Generalgouverneur Maurice Henry Dorman (21. September 1964–1971)

  - Regierungschef: Premierminister Ġorġ Borg Olivier (21. September 1964–1971)

- Monaco
  - Staatsoberhaupt: Fürst: Rainier III. (1949–2005)
  - Regierungschef: Staatsminister Jean Émile Reymond (1963–1966)

- Niederlande
  - Staatsoberhaupt: Königin Juliana (1948–1980)
  - Regierungschef: Ministerpräsident Victor Marijnen (1963–1965)
  - Niederländische Antillen (Land des Königreichs der Niederlande)
    - Vertreter der niederländischen Regierung: Gouverneur Cola Debrot (1962–1970)
    - Regierungschef: Ministerpräsident Efraïn Jonckheer (1954–1968)

- Norwegen
  - Staatsoberhaupt: König Olav V. (1957–1991)
  - Regierungschef: Ministerpräsident Einar Gerhardsen (1945–1951, 1955–1963, 1963–1965)

- Österreich
  - Staatsoberhaupt: Bundespräsident Adolf Schärf (1957–1965)
  - Regierungschef:
    - Bundeskanzler Alfons Gorbach (1961–2. April 1964)
    - Bundeskanzler Josef Klaus (2. April 1964–1970)

- Polen
  - Parteichef: 1. Sekretär Władysław Gomułka (1943–1948, 1956–1970)
  - Staatsoberhaupt:
    - Staatsratsvorsitzender Aleksander Zawadzki (1952–7. August 1964)
    - stellvertretende Staatsratsvorsitzende Edward Ochab, Stanislaw Kulczynski, Oskar Lange, Boleslaw Podedworny (7. August 1964–12. August 1964) (kommissarisch)
    - Staatsratsvorsitzender Edward Ochab (12. August 1964–1968) (1956 Parteichef)

  - Regierungschef: Ministerpräsident Józef Cyrankiewicz (1947–1952, 1954–1970) (1970–1972 Staatsratsvorsitzender)

- Portugal
  - Staatsoberhaupt: Präsident Américo Tomás (1958–1974)
  - Regierungschef: Ministerpräsident António de Oliveira Salazar (1932–1968)

- Rumänien
  - Parteichef: Generalsekretär Gheorghe Gheorghiu-Dej (1945–1954, 1955–1965) (1952–1954 Ministerpräsident) (1961–1965 Staatsoberhaupt)
  - Staatsoberhaupt: Vorsitzender des Staatsrats Gheorghe Gheorghiu-Dej (1961–1965) (1945–1954, 1955–1965 Parteichef) (1952–1954 Ministerpräsident)
  - Regierungschef: Ministerpräsident Ion Gheorghe Maurer (1961–1974) (1958–1961 Staatsoberhaupt)

- San Marino
  - Staatsoberhaupt: Capitani Reggenti
    - Giovan Luigi Franciosi (1. Oktober 1963–1. April 1964, 1973–1974) und Domenico Bollini (1. Oktober 1963–1. April 1964)
    - Marino Benedetto Belluzzi (1959, 1. April 1964–1. Oktober 1964, 1968, 1972) und Eusebio Reffi (1. April 1964–1. Oktober 1964, 1970)
    - Giuseppe Micheloni (1. Oktober 1964–1. April 1965, 1972) und Pier Marino Mularoni (1. Oktober 1964–1. April 1965)

  - Regierungschef: Außenminister Federico Bigi (1957–1972)

- Schweden
  - Staatsoberhaupt: König Gustav VI. Adolf (1950–1973)
  - Regierungschef: Ministerpräsident Tage Erlander (1946–1969)

- Schweiz[2]
  - Bundespräsident Ludwig von Moos (1. Januar 1964–31. Dezember 1964, 1969)
  - Bundesrat:
  - Bundesrat:
    - Paul Chaudet (1955–1966)
    - Friedrich Traugott Wahlen (1959–1965)
    - Willy Spühler (1960–1970)
    - Ludwig von Moos (1960–1971)
    - Hans-Peter Tschudi (1960–1973)
    - Hans Schaffner (1961–1969)
    - Roger Bonvin (1962–1973)

- Sowjetunion
  - Parteichef:
    - Erster Sekretär der KPdSU Nikita Chruschtschow (1953–14. Oktober 1964) (1958–1964 Vorsitzender des Ministerrats)
    - Erster Sekretär der KPdSU Leonid Breschnew (14. Oktober 1964–1982) (ab 1966 Generalsekretär) (1960–1964, 1977–1982 Staatsoberhaupt)

  - Staatsoberhaupt:
    - Vorsitzender des Präsidiums des obersten Sowjets Leonid Breschnew (1960–15. Juli 1964, 1977–1982) (1964–1982 Parteichef)
    - Vorsitzender des Präsidiums des obersten Sowjets Anastas Mikojan (15. Juli 1964–1965)

  - Regierungschef:
    - Vorsitzender des Ministerrats Nikita Chruschtschow (1958–15. Oktober 1964) (1953–1964 Parteichef)
    - Vorsitzender des Ministerrats Alexei Kossygin (15. Oktober 1964–1980)

- Spanien
  - Staats- und Regierungschef: Caudillo Francisco Franco (1939–1975)

- Tschechoslowakei
  - Parteichef: Vorsitzender Antonín Novotný (1953–1968) (1957–1968 Präsident)
  - Staatsoberhaupt: Präsident Antonín Novotný (1957–1968) (1953–1968 Parteichef)
  - Regierungschef: Ministerpräsident Jozef Lenárt (1963–1968)

- Ungarn
  - Parteichef: Generalsekretär der Partei der Ungarischen Werktätigen János Kádár (1956–1988) (1956–1958, 1961–1965 Ministerpräsident)
  - Staatsoberhaupt: Vorsitzender des Präsidentschaftsrats István Dobi (1952–1967) (1948–1952 Ministerpräsident)
  - Regierungschef: Ministerpräsident János Kádár (1956–1958, 1961–1965) (1965–1968 Parteichef)

- Vatikanstadt
  - Staatsoberhaupt: Papst Paul VI. (1963–1978)
  - Regierungschef: Kardinalstaatssekretär Amleto Giovanni Cicognani (1961–1969)

- Vereinigtes Königreich
  - Staatsoberhaupt: Königin Elisabeth II. (1952–2022) (gekrönt 1953)
  - Regierungschef:
    - Premierminister Alec Douglas-Home (1963–16. Oktober 1964)
    - Premierminister Harold Wilson (16. Oktober 1964–1970, 1974–1976)

- Republik Zypern
  - Staats- und Regierungschef: Präsident Makarios III. (1960–1974, 1947–1977)